# Don't Come Easy
Don't Come Easy је песма коју изводи аустралијски уметник Ајзеја Фајербрејс. Песма је представљала Аустралију на Песми Евровизије 2017. године.
Ајзеја Фајербрејс је интерно изабран да представља Аустралију на Песми Евровизије. Песма је објављена 7. марта 2017. и представљала је Аустралију на Песми Евровизије 2017. године. Песма је презентована на наступу у Мелбурну.
Генерални директор СБС-а Мајкл Ебејд описао је Фајербрејса као „огроман таленат“ који „прелепо отелотворује аустралијски дух својом страшћу, вредним радом и понизношћу“. У финалу Песме Евровизије Аустралија је била на 9. позицији.